# Rindal
Rindal é uma comuna da Noruega, com 640 km² de área e 2 118 habitantes (censo de 2004).         